# Ilebo
Ilebo es una localidad de la República Democrática del Congo anteriormente conocida con el nombre de Port-Franqui (Puerto Francés). Pertenece a la antigua provincia de Kasai Occidental y será parte de la nueva provincia de Kasai cuanto comience a funcionar.

## Geografía
Sus coordenadas son 04°19′20″S 20°35′27″E / -4.32222, 20.59083 y son geográficamente en último punto navegable del estratégico río Kasai. Producto de lo anterior, desde la localidad parten trenes hacia la ciudad de Lubumbashi y ferris hacia Kinshasa. 

## Historia
En esta localidad fue detenido el 1 de diciembre de 1960 el entonces primer ministro Patricio Lumumba por fuerzas leales a Mobutu Sese Seko.
- Datos: Q848403